# Styvmorsviol
Styvmorsviol (Viola tricolor) är en ört inom familjen violväxter med flerfärgad krona. Styvmorsviol är Ångermanlands landskapsblomma.

## Beskrivning

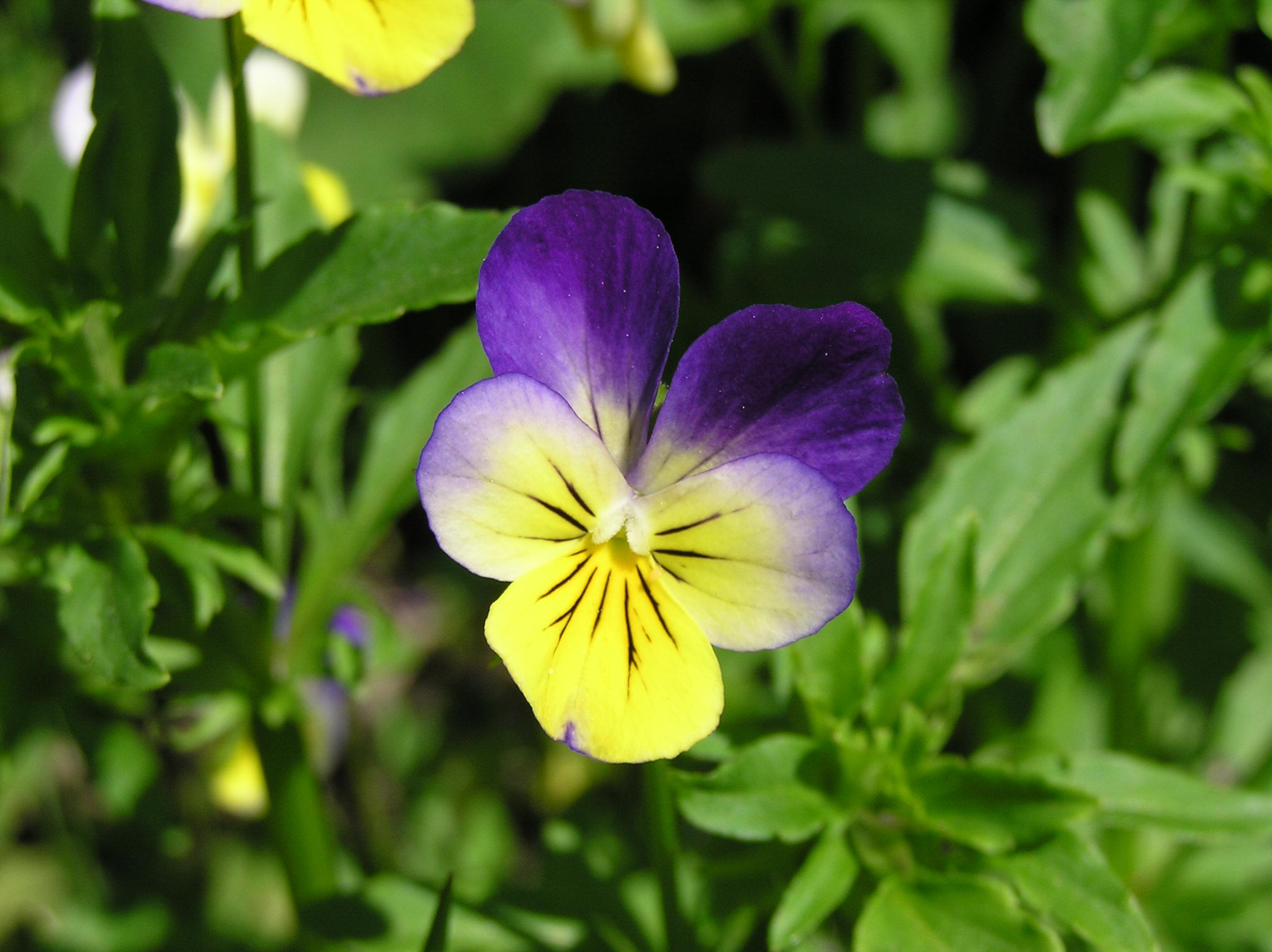
Styvmorsviol i närbild.

Blommans översta kronblad är mörkt violetta, sidobladen blåvioletta och det nedre bladet oftast gulvitt. Styvmorsviolen är i Sverige vanlig i Götaland och Svealand; i Norrland förekommer den här och var. På Vinga i Göteborgs södra skärgård är alla violarter fridlysta. Styvmorsviolen finns även i flera andra länder.
Den har parflikiga stipler. Liksom hos fjällviol är de båda sidoställda kronbladen något uppåtriktade. 
Den har många variatianter i färgteckningen. Den vanligaste är violett, gul och vit, ett tretal, som givit anledning till artepitetet tricolor. I den äldsta botaniska litteraturen (från 1500-talet) avbildas denna växt under namnet Herba trinitatis, "Treenighetens blomma". Linné kallade den Helga Trefaldighets blomma.
De två översta kronbladen är vanligen starkast färgade (purpurvioletta); de två sidoställda antingen ljusare violetta eller gulvita; det nedåtriktade, sporrbärande, är mest variabla, ibland helt höggula, gulvita eller vita, ibland blåvioletta. Men den har alltid, hur dess grundfärger än växlar,  en liten klart gul fläck strax framför utgången till sporren, det ställe, dit de sju svartvioletta nektartecknen pekar. Detta gula nektarmärke blir alltså en ledstjärna för insekterna vid deras för befruktningen så betydelsefulla blomsterbesök och har därför stor motståndskraft mot alla växlingar i de yttre levnadsförhållandena. Däremot kan de svartvioletta nektarstrecken någon gång saknas. Den form som visas på bilden är den vanligaste i Skandinavien från Skåne till Finnmarken.
Styvmorsviolens frön gror under sensommaren och hösten och börjar sin blomning tidigt på våren. Blomningen varar så länge det är tillräckligt fuktigt. Under sommaren avtar blomningen därför oftast i kraft eller upphör. Men en del blommar igen under sensommaren och hösten, under blid väderlek till och med under vintern. De insekter, som besöker blomman, är framför allt fjärilar, humlor och bin. 
Styvmorsviolen får större, starkare färgade och mer sammetslika kronblad när den växer på näringsrik mark. Den är därför tacksam att odla och planterades i Sverige redan på 1600-talet. Den har haft en stor betydelse som första upphovet och själva grundstocken till de odlade penséerna, som hör till de vanligaste trädgårdsblommorna. De underverk av hortikultur, som pensé-odlingen i våra dagar kan uppvisa, utgörs ännu delvis av denna arts avkomlingar (kulturformer, hybrider), men delvis också av andra arter och deras hybrider, företrädesvis de välluktande Viola lutea och Viola cornuta  som växer naturligt i mellersta och södra Europas bergstrakter.

## Underart
Klittviol ssp curtisii (E.Forst Syme. Denna är till skillnad från huvudarten alltid flerårig. Förekommer på sanddyner och sandfält i Södra Sverige.

## Habitat
Styvmorsviol är vanlig i södra delen av Sverige, mindre vanlig i Norrland.
Styvmorsviol finns på sina håll i Nordamerika, men är inte ursprunglig där.

### Utbredningskartor
- Norden
- Norra halvklotet

## Biotop
Man finner de flesta formerna av styvmorsviol på ängsbackar, på klippavsatser och på de av sparsam jord och mossa täckta låga berghällar, som i mellersta Skandinavien så ofta kommer i dagen, såväl inne i skogar som på den odlade slättbygden.

## Förväxlingsart
Åkerviol, Viola arvensis, liknar styvmorsviol, med vilken den också gärna korsar sig med.

## Användning

### Medicinalväxt
Avkok av torkade blad och blombärande delar kan användas till tvättning av finnig hy och behandling av mjölkskorv hos barn (Crusta lactea).
Intag av preparat utvunna ur styvmorsviol är svagt urindrivande och gör att urinen luktar som katturin. 
Många andra medicinska effekter av styvmorsviol har rapporterats genom tiderna.
I svenska farmakopén kallas växten Herba Jacae. Den förekommer även i den tyska farmakopén. Ur torkade växtdelar kan utvinnas salicylsyra och violaquercitrin (summaformel C42H42O24), en glykosid.
Om bladknoppar gnuggas mellan fingrarna, kan man känna lukten av liniment, som är parfymerat med vintergrönolja (metylsalicylat, summaformel C10O4H7). En annan luktliknelse är gångna tiders Björnklister.

### Teknisk användning
Kan användas på samma sätt som lackmuspapper för att undersöka pH-värde (syra eller bas) 
Ger vid växtfärgning gula, gröna och blågröna nyanser 

## Namnet

### Etymologi
Viola är det latinska namnet just på violer, men kan också avse violett färg. Härledning bakåt från viola är oklar; eventuellt stammar det från något numera utdött språk.
Trinitatis är latin för trefaldighet.
Tricolor betyder trefärgad, syftande på styvmorsviolens vanligaste färger violett, gult och vitt.
Folknamnet "styvmorsblomma" syftar blomhyllets symmetri. Där stöder sig det nedersta kronbladet två foderblad ("styvmodern sitter på två stolar, med ett gult smörfat i knäet). Därovan finns två sidoblad ("de egna barnen, som har var sin stol att sitta på"). De två översta bladen symboliserar då "styvbarnen, som får sitta på en och samma stol", och de når inte fram till "smöret". (Rickard Dybeck).  Motsvarande namn på denna växt förekommer även i andra språk.

### Lokala namn
Namnförvirringen är stor; utöver ovan nämnda alternativa namn på styvmorsviol kan följande nämnas:
- Bergblomma (Närke)[7]
- Blålock (Bohuslän)
- Främmanssorg (Bara härad i Skåne) [8]
- Käringtand (Dalsland)
- Natt och dag (Bohuslän, Uppland, Ångermanland med mera). I södra Sverige kan man dock med Natt och dag avse lundkovall, Melampyrum nemorosum.
- Sankt Ola tuppar (Härjedalen)
- Skatblomma (Småland, Västergötland)
- Skatblomster (Småland, Västergötland)
- Skatros (Västergötland)
- Solblomma (Hälsingland)
- Styvmorsblomma (Allmänt)
- Svalblomster (Jämtland). Detta namn används även för 1) Svalört, Primula farinosa, och 2) Svalört, Ficaria ranuncolides [9]
- Tjäleblommor (Jämtland)
- Trefaldighetsblomster
- Vildpensé (Västerbotten)

## Landskapsblomma
Styvmorsviol är Ångermanlands landskapsblomma.

## Bildgalleri

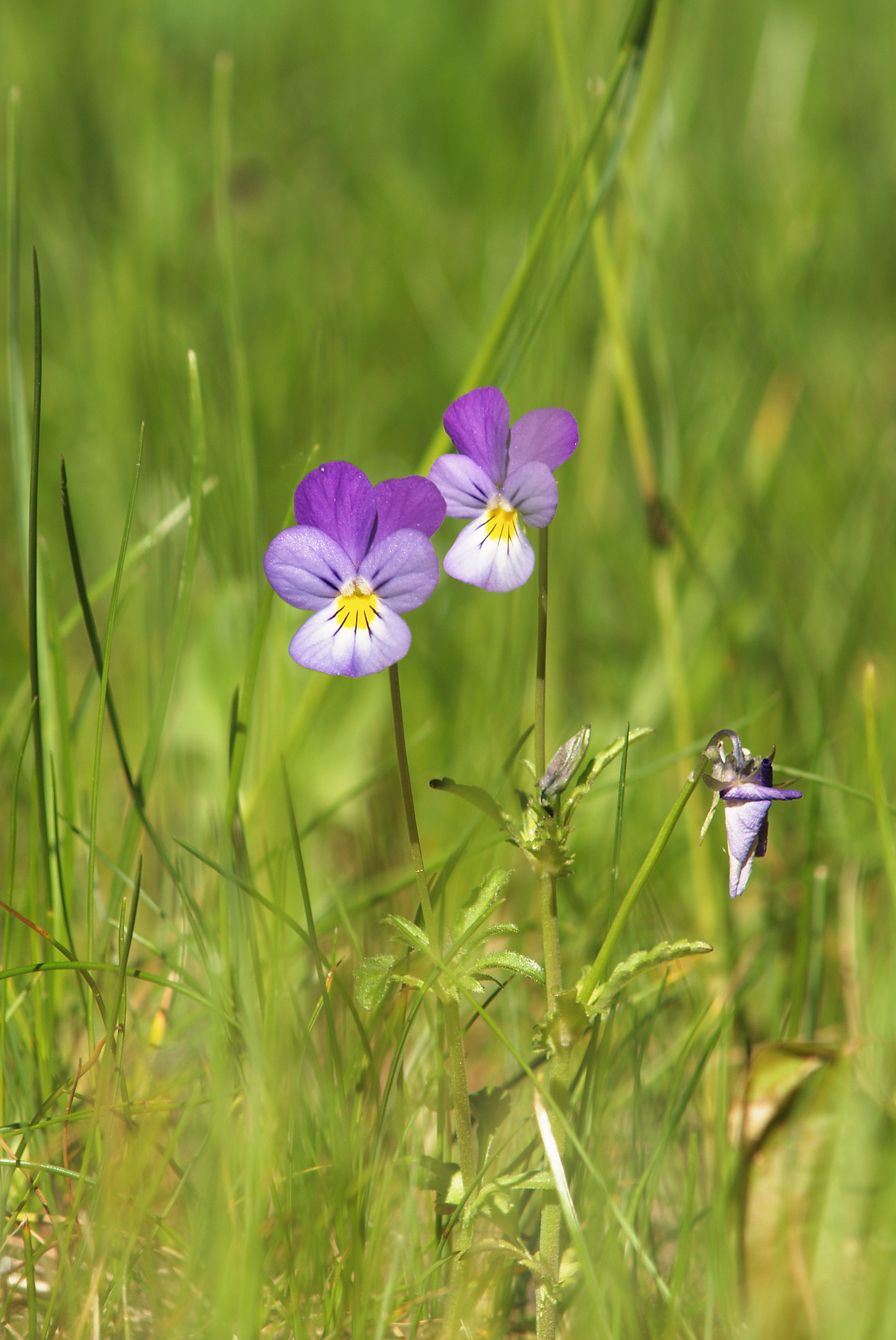
Viola tricolor
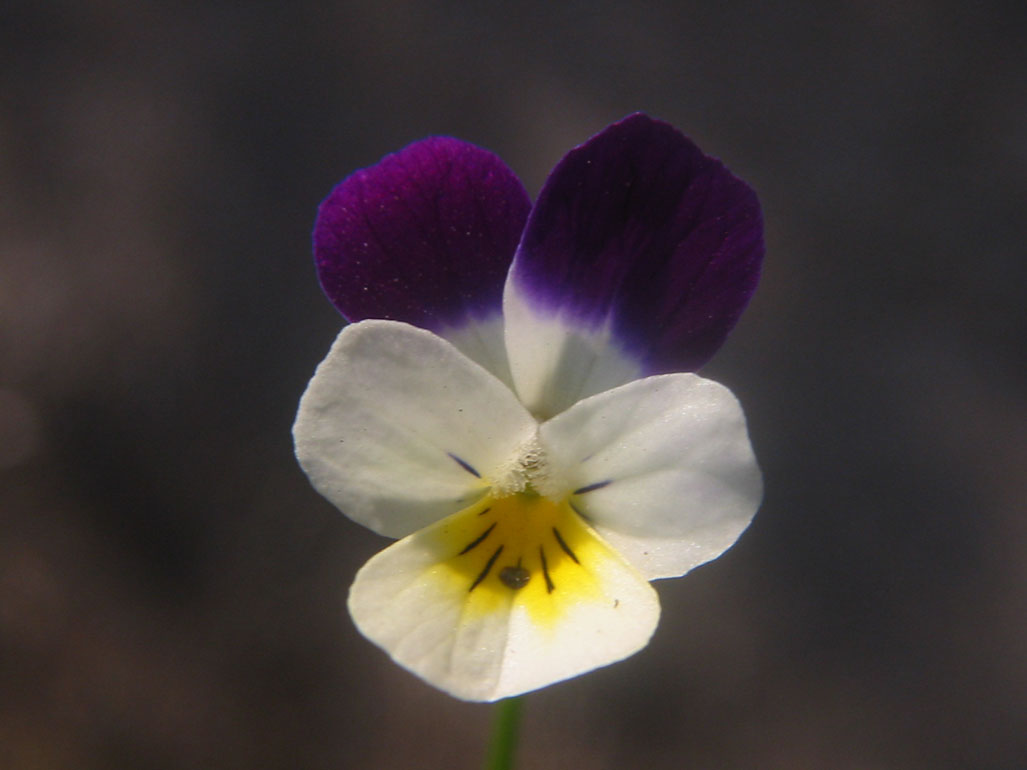
Viola tricolor var. tricolor
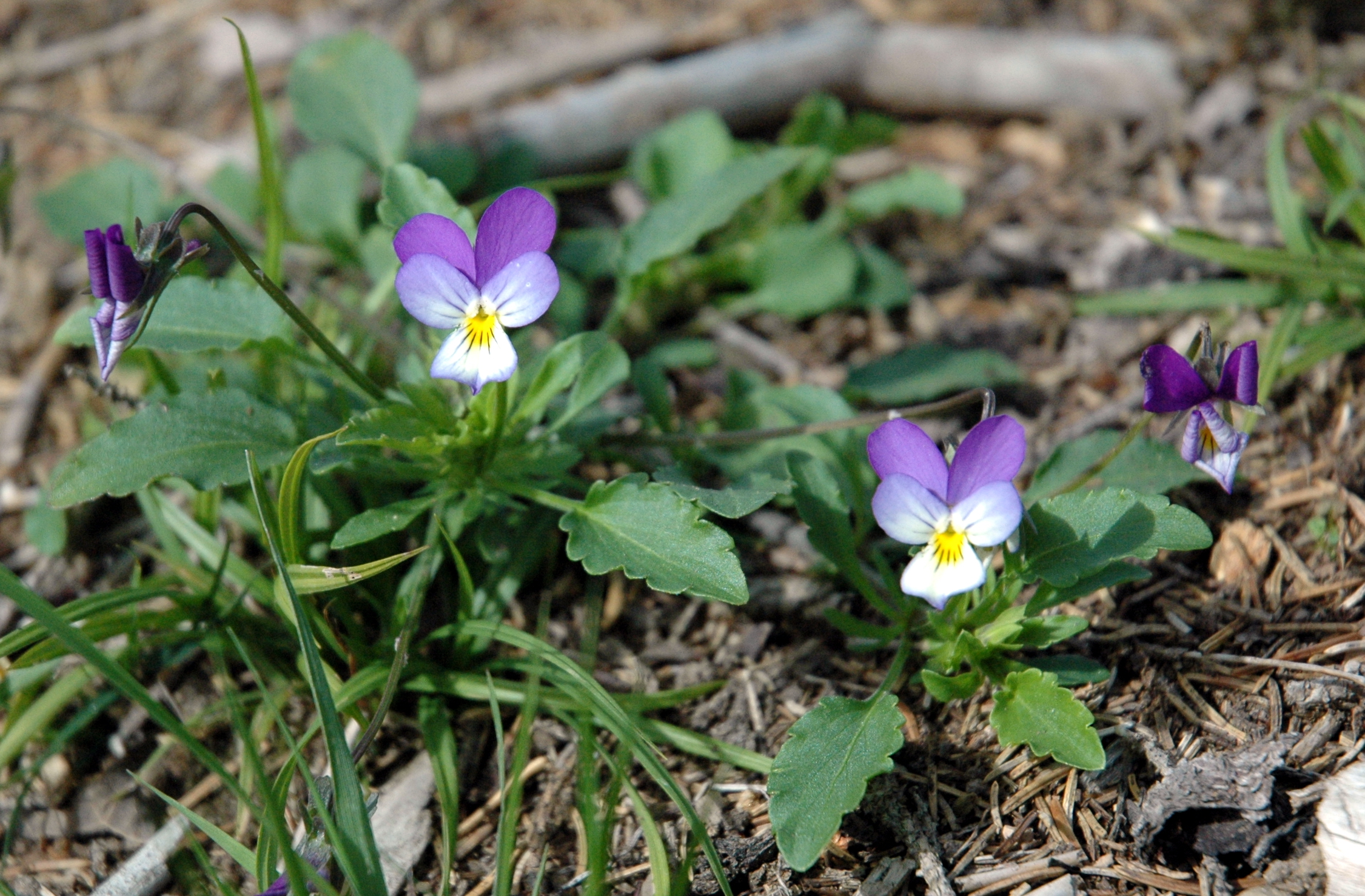
Viola tricolor
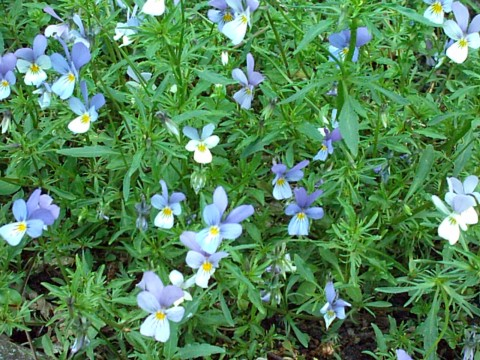
Viola tricolor var. maritima
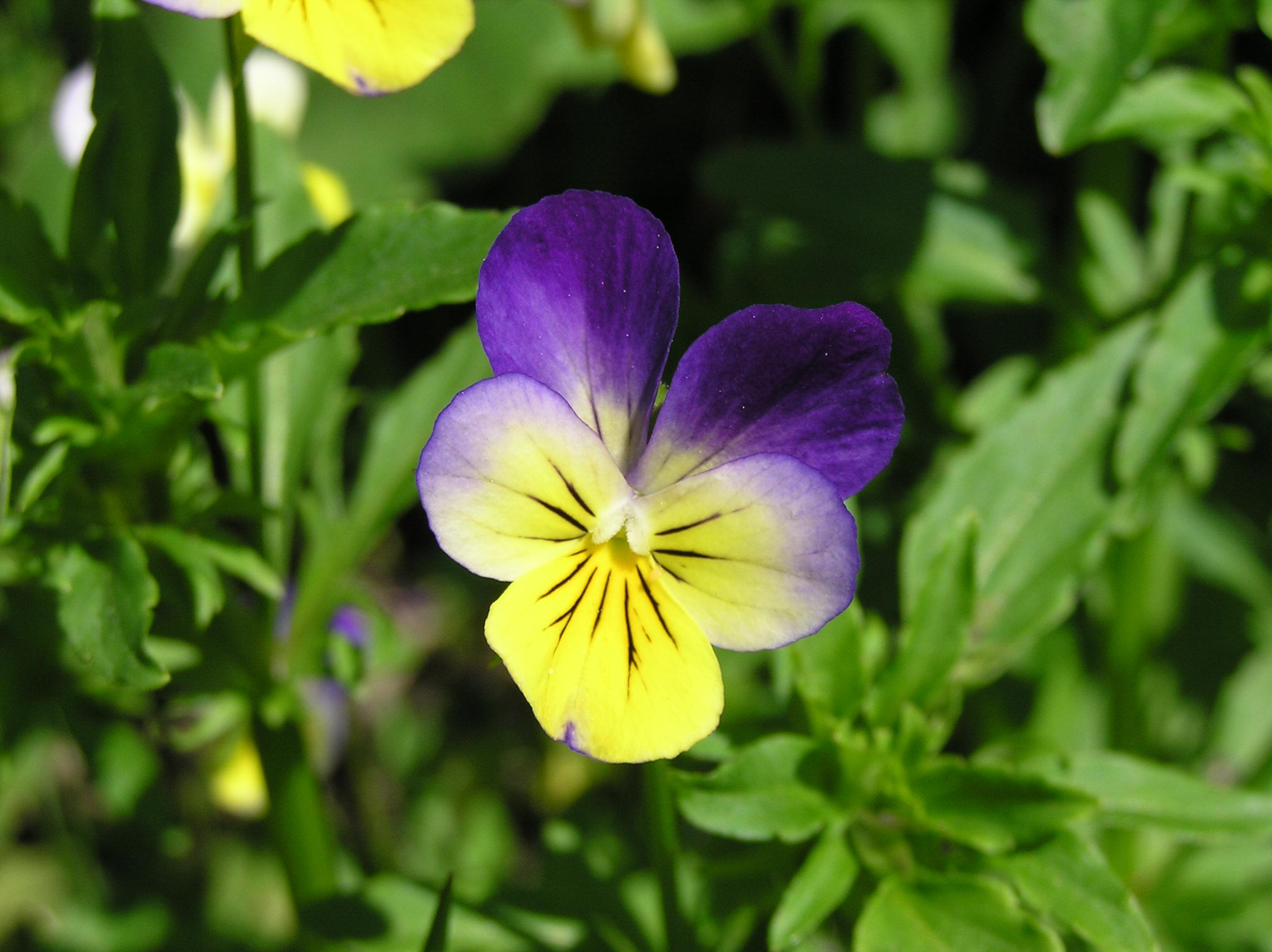
Viola tricolor
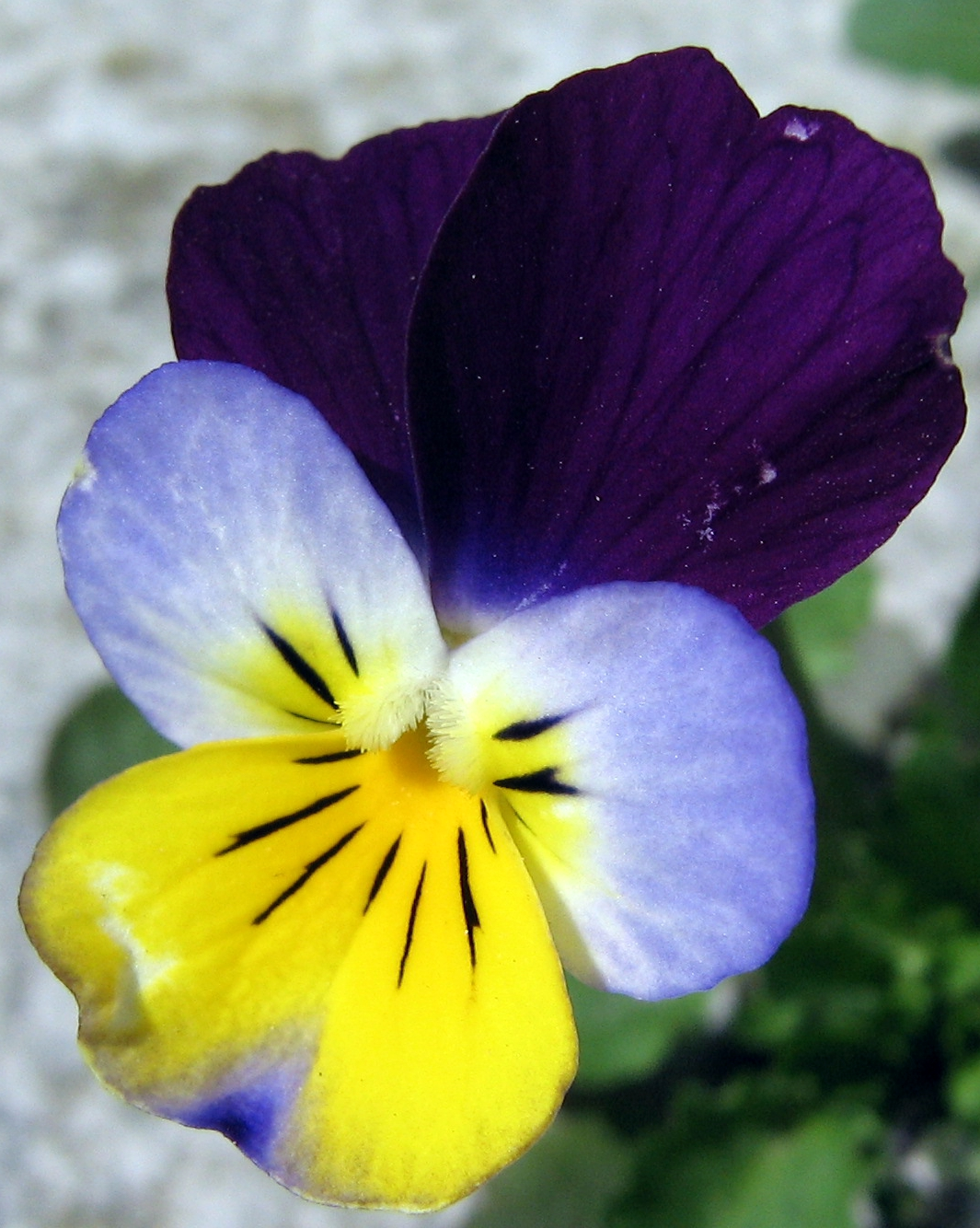
Viola tricolor
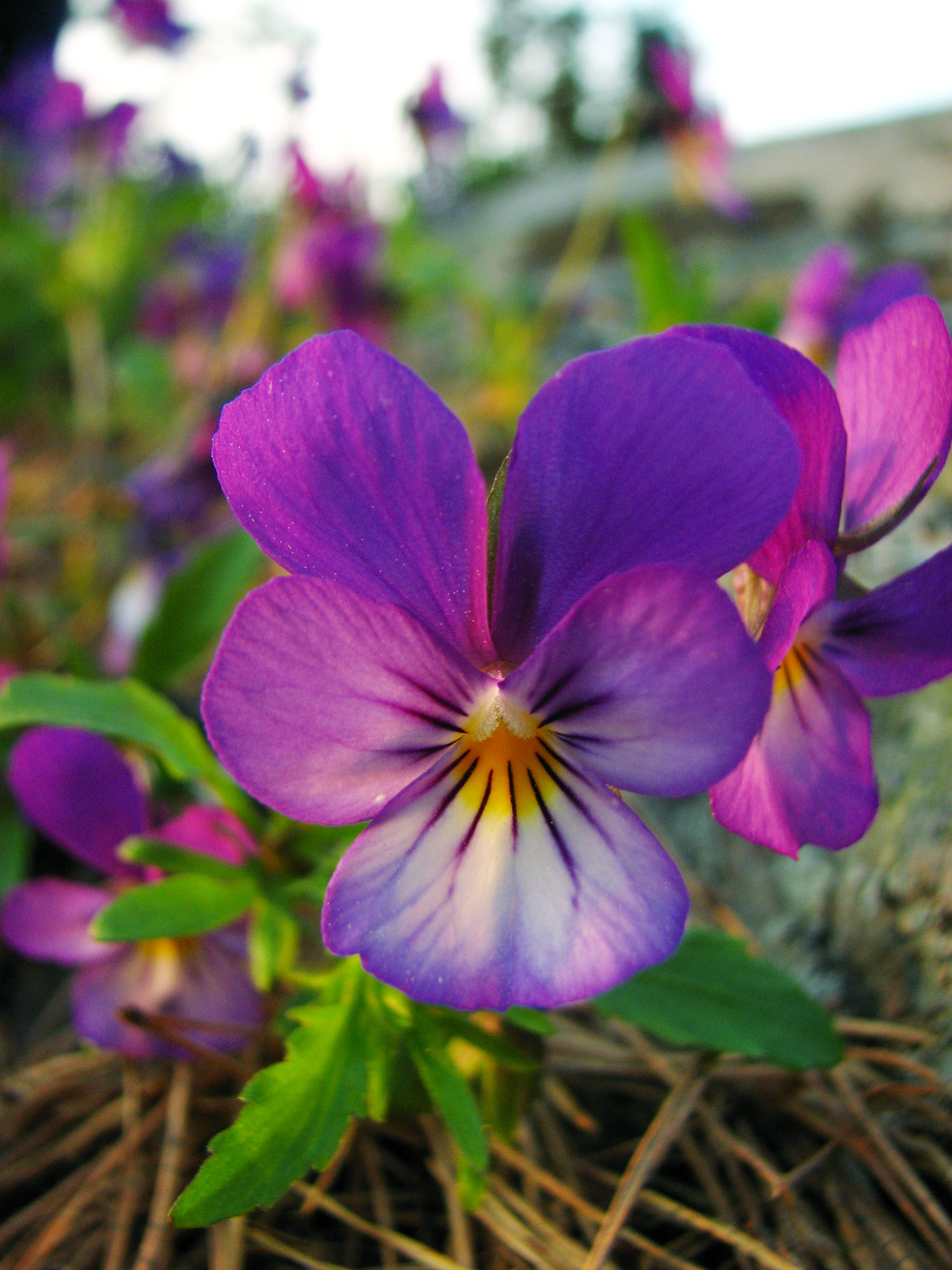
Viola tricolor
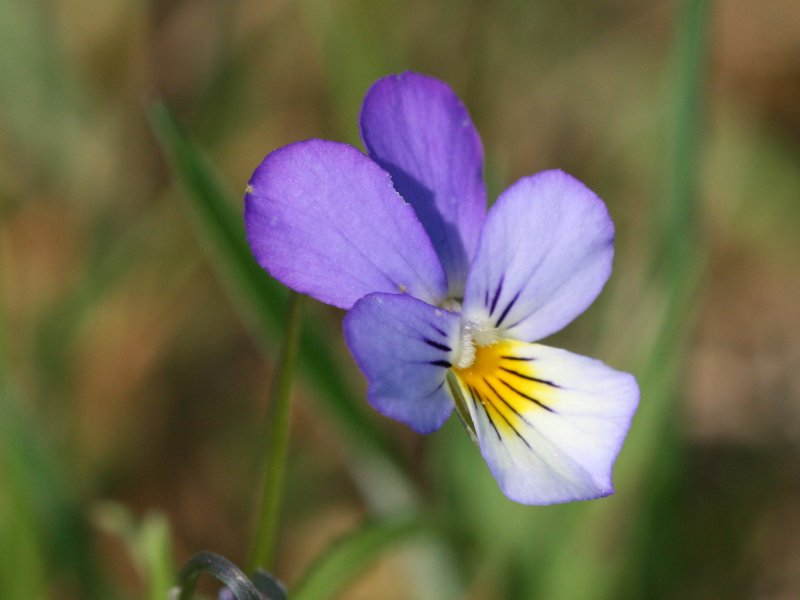
Viola tricolor
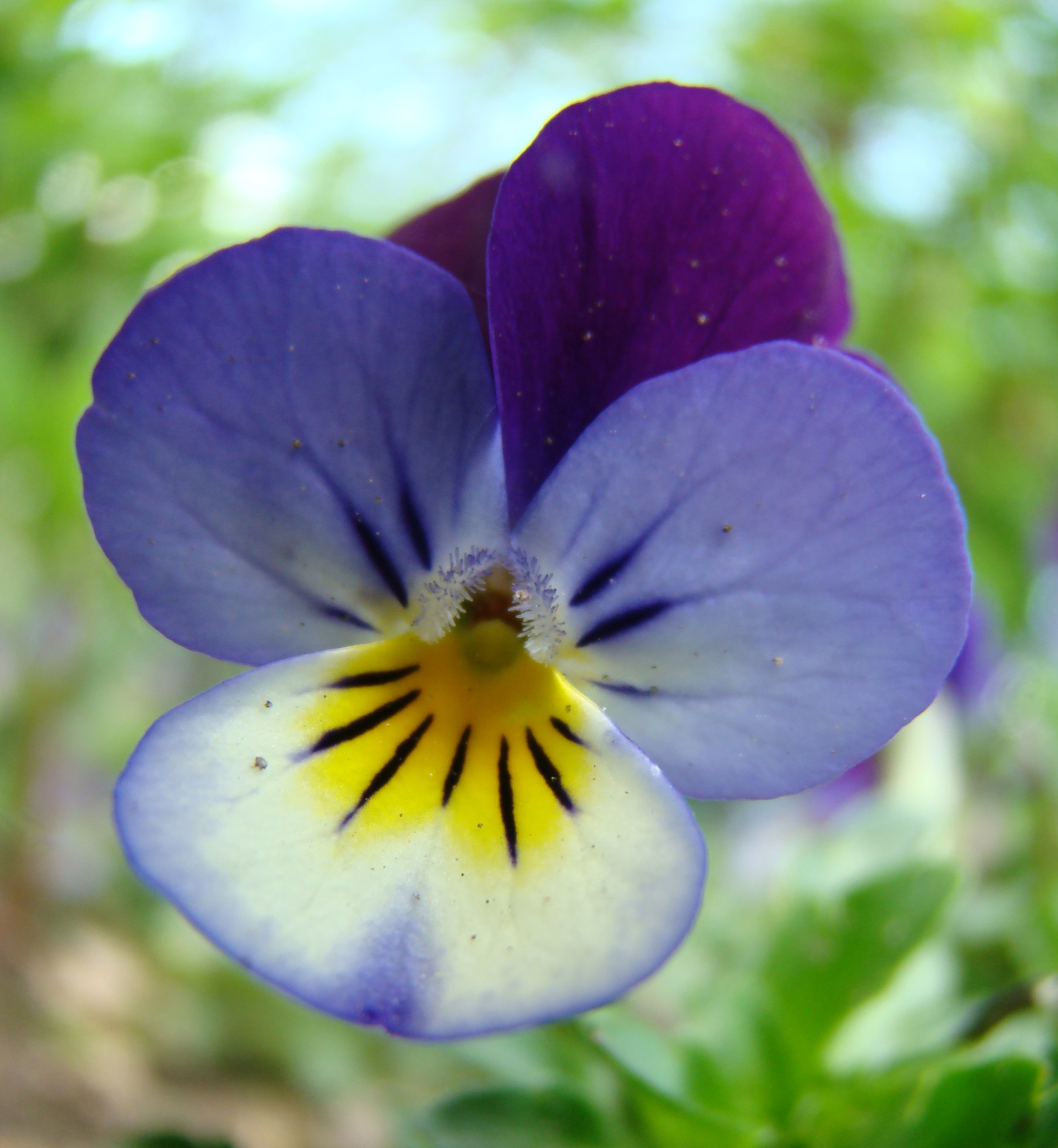
Viola tricolor
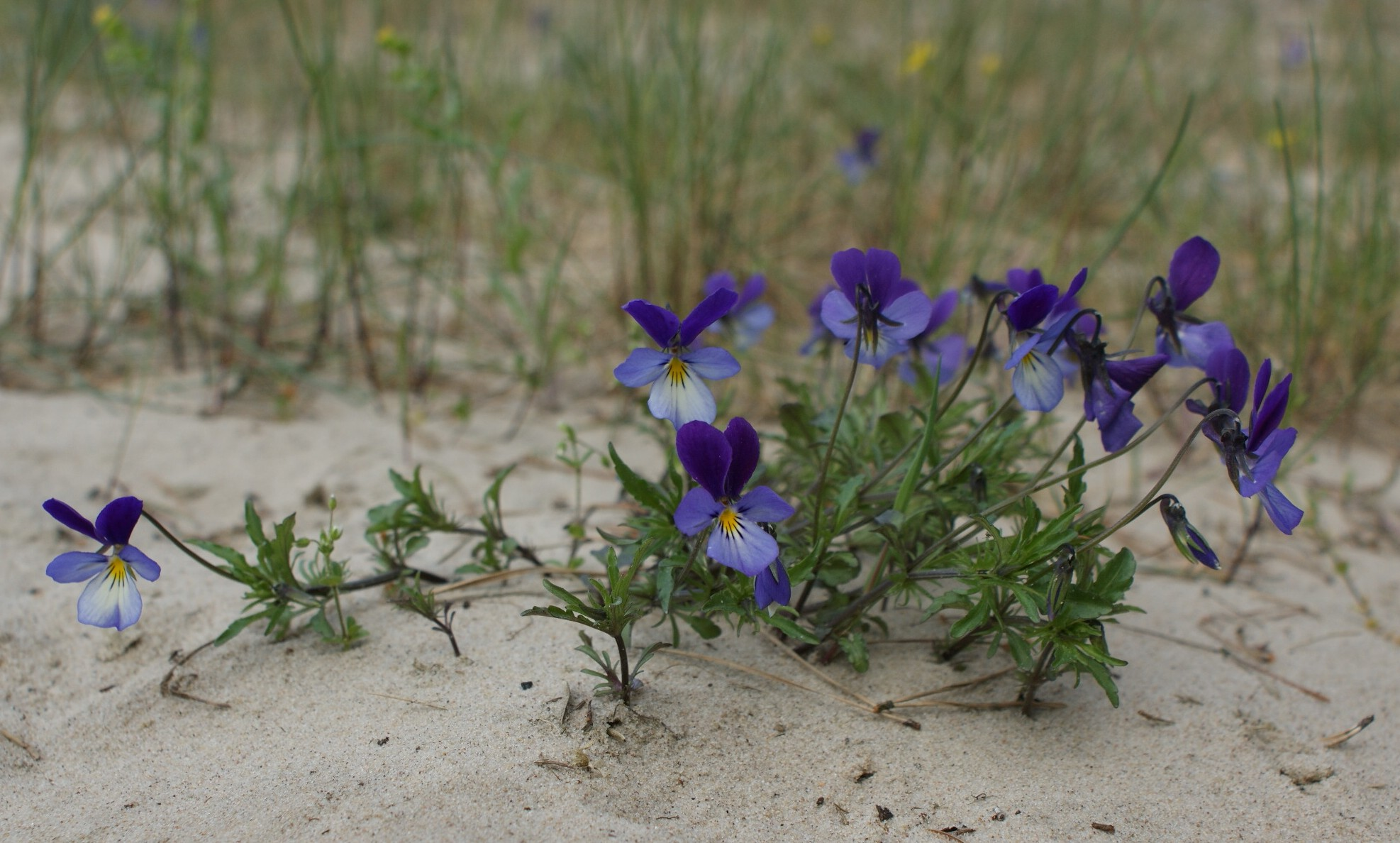
Viola tricolor var. maritima
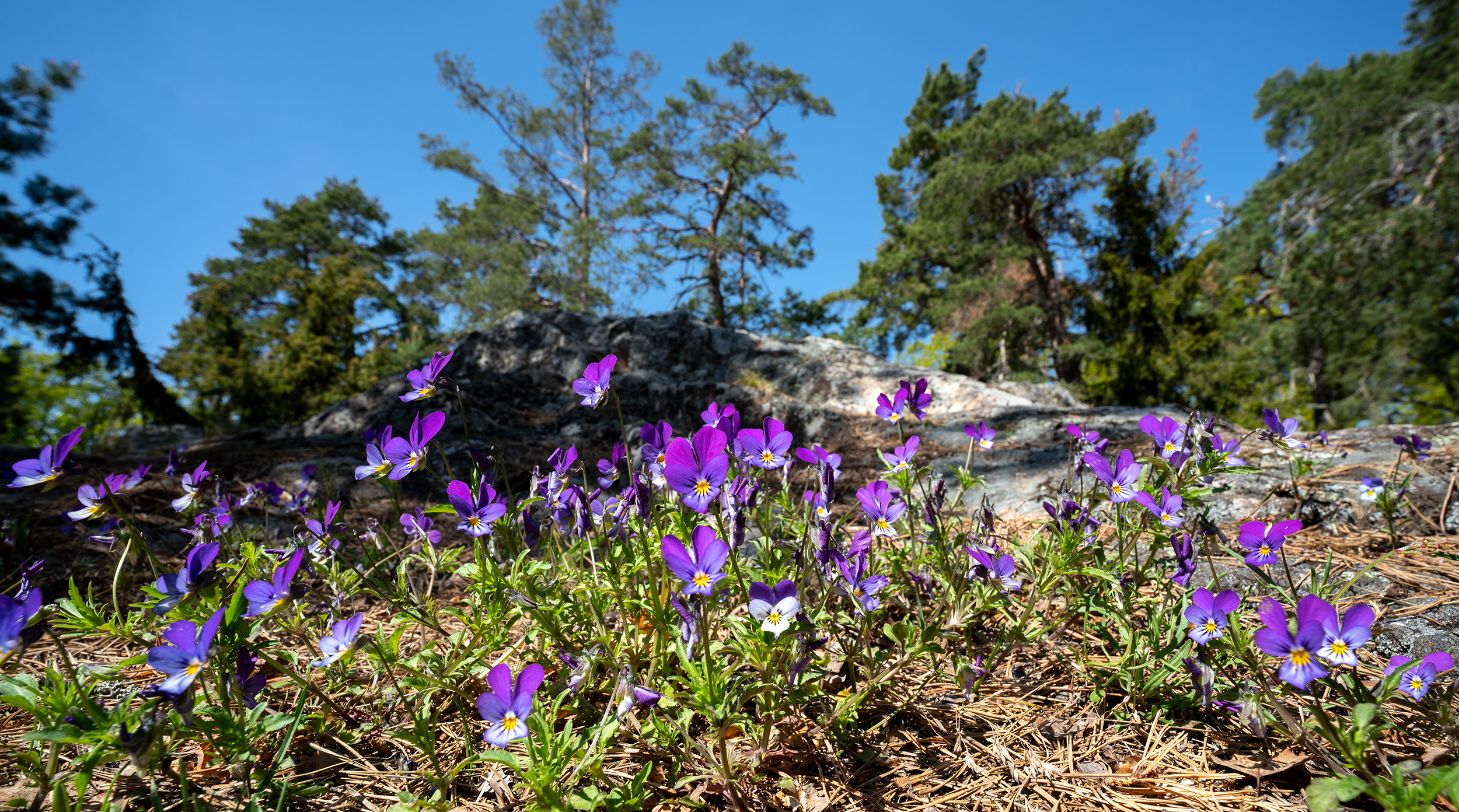
Viola tricolor - miljöbild.